# Claudia Black
Claudia Lee Black (Sydney, 11 oktober 1972) is een Australische actrice die het meest bekend is van haar vertolking van Aeryn Sun in de sciencefictionserie Farscape.
Er is veel discussie geweest op de diverse scifi-prikborden over haar daadwerkelijke geboortejaar. Zijzelf wordt er vaak naar gevraagd, waarop zij altijd eenvoudig "11 oktober" antwoordt. Er worden jaartallen vermeld vanaf 1963 tot 1972.
Voor haar rol in Farscape werd Black in 2001 en 2002 voor de Saturn Award genomineerd als Beste Actrice en won ze de prijs in 2005. Zij verscheen ook in de films Queen of the Damned en Pitch Black. Black speelt ook Vala Mal Doran in Stargate SG-1 in seizoen 9 en 10; zij vertolkte hetzelfde personage al in seizoen 8, aflevering "Prometheus Unbound". In 2004 werd zij door Scifi WorldNet verkozen tot zevende in de verkiezing van "Heetste Scifi Babe".
Ten slotte spreekt ze de stem in van Chloe in de Uncharted-videospellen en de stem van Sam in de Gears of War-videospellen. Bij de rol van Chloe deed ze ook de Motion capture .

## Persoonlijk
- Zij stelde haar trouwerij in 2004 uit om opnamen te kunnen maken voor de miniserie Farscape: The Peacekeeper Wars.
- Volgens een interview met de TV Guide kreeg zij in december 2005 een zoon. Zij lijkt zwanger in Stargate SG-1, aflevering "Crusade".

## Filmografie
| Titel                            | Karakter                                                          | Jaar      | Formaat   | Noot                                        |
| -------------------------------- | ----------------------------------------------------------------- | --------- | --------- | ------------------------------------------- |
| Ahsoka                           | Klothow                                                           | 2023      | tv        |                                             |
| Uncharted: The Lost Legacy       | Chloe Frazer (stem)                                               | 2017      | videospel | motion capture                              |
| Dragon Age: Inquisition          | Morrigan (stem)                                                   | 2014      | videospel |                                             |
| The Originals                    | Dahlia                                                            | 2014      | tv        |                                             |
| Strange Frame                    | Parker C. Boyd (stem)                                             | 2012      | film      | stem                                        |
| Diablo III                       | Cydaea (stem)                                                     | 2012      | videospel |                                             |
| Mass Effect 3                    | Admiral Xen (stem), Matriarch Aethyta (stem)                      | 2012      | videospel |                                             |
| Gears of War 3                   | Samantha Byrne (stem)                                             | 2011      | videospel |                                             |
| Rango                            | Angelique                                                         | 2011      | film      | stem                                        |
| Uncharted 3: Drake's Deception   | Chloe Fraze (stem)                                                | 2011      | videospel | motion capture                              |
| Mass Effect 2                    | Admiral Xen (stem), Matriarch Aethyta (stem), Rachni Envoy (stem) | 2010      | videospel |                                             |
| Dragon Age: Origins              | Morrigan (stem)                                                   | 2009      | videospel |                                             |
| Uncharted 2: Among Thieves       | Chloe Fraze (stem)                                                | 2009      | videospel | motion capture                              |
| Stargate: Continuum              | Vala Mal Doran                                                    | 2008      | film      |                                             |
| Moonlight                        | The Cleaner                                                       | 2008      | tv        | episode: "Sonata"                           |
| Stargate: The Ark of Truth       | Vala Mal Doran                                                    | 2008      | film      |                                             |
| Crysis                           | Helena (stem)                                                     | 2007      | videospel |                                             |
| Conan                            | A'Kanna (stem)                                                    | 2007      | videospel |                                             |
| Stolen Life                      | Kieru (stem)                                                      | 2007      | film      |                                             |
| Neopets: The Darkest Faerie      | Fauna (stem)                                                      | 2005      | videospel |                                             |
| One                              |                                                                   | 2005      | film      |                                             |
| Naked in London                  |                                                                   | 2005      | film      | alleen promotrailer                         |
| God of War                       | Artemis (stem)                                                    | 2005      | videospel |                                             |
| Stargate SG-1                    | Vala Mal Doran                                                    | 2004–2007 | tv        |                                             |
| Farscape: The Peacekeeper Wars   | Aeryn Sun                                                         | 2004      | tv        |                                             |
| Lords of Everquest               | Lady Briana (stem)                                                | 2003      | videospel |                                             |
| Queen of the Damned              | Pandora                                                           | 2002      | film      |                                             |
| Farscape: The Game               | Aeryn Sun (stem)                                                  | 2002      | videospel |                                             |
| BeastMaster                      | Huna                                                              | 2001      | tv        |                                             |
| Xena: Warrior Princess           | Amazon # 2                                                        | 2000      | tv        | episode: "Lifeblood"                        |
| Pitch Black                      | Sharon Montgomery                                                 | 2000      | film      |                                             |
| Farscape                         | Aeryn Sun                                                         | 1999–2003 | tv        |                                             |
| A Twist in the Tale              | Morgana                                                           | 1999      | tv        | episode: "Obsession in August"              |
| Steel Angel Kurumi               | Steel Angel Mikdail                                               | 1999      | tv        | stem, Engelse versie                        |
| Good Guys, Bad Guys              | Jill Mayhew                                                       | 1998      | tv        | episode: "Naughty Bits"                     |
| Hercules: The Legendary Journeys | Cassandra                                                         | 1997–1998 | tv        | episodes: "Hercules on Trial" en "Atlantis" |
| Water Rats                       | Beth Williams                                                     | 1997      | tv        | episode: "All at Sea"                       |
| Amazon High                      | Karina                                                            | 1997      | tv        |                                             |
| City Life                        | Angela Kosapas                                                    | 1996      | tv        | pilotepisode                                |
| A Country Practice               | Claire Bonacci                                                    | 1993–1994 | tv        | episodes: "Burning Bright", deel 1 & 2      |
| Police Rescue                    | Julia                                                             | 1993      | tv        | episode: "Double Illusion"                  |
| G.P.                             | Joanna                                                            | 1993      | tv        | episode: "A Thousand Flowers", deel 1       |
| Seven Deadly Sins                | meisje in blauw shirt                                             | 1993      | tv (mini) | episode: "Greed"                            |

- Biblioteca Nacional de España: XX5220564
- Bibliothèque nationale de France: cb151003972 (data)
- International Standard Name Identifier: 0000 0000 7999 6488
- Library of Congress Control Number: no2005049150
- Nationale Bibliotheek van Tsjechië: xx0173746
- Nationale Bibliotheek van Polen: a0000002466876
- Virtual International Authority File: 63741774
- WorldCat: E39PBJr7PQbyQQYhpxJKKFPRKd